# 闹舍咔咔
《闹舍咔咔》是中国漫画家蔡晓伟画的中国漫画，漫画讲述一个愣小子、一个古惑生，一个富家子弟，一个小胖子和一个游戏狂人六个男生在同一间宿舍房间的故事。蔡晓伟则别称校园漫画奇才，山东威海人，现在居住在北京。